# Вулиця Михайла Драгоманова (Дніпро)
Вулиця Михайла Драгоманова — вулиця в Шевченківському районі Дніпра. Простягається від проспекту Олександра Поля до вулиці Олександра Кониського.

## Історія
Історична назва вулиці Слов'янська (Кінцева). За радянських часів вулиця мала назву на честь Димитрова. У 2015 році під час декомунізації назв вулиць перейменована на честь Михайла Драгоманова — українського публіциста.

## Перехресні вулиці
Перетинається з такими вулицями:
- вулиця Менахем-Мендл Шнеєрсона
- вулиця Кулищівська
- вулиця Короленка
- вулиця Троїцька
- вулиця Михайла Грушевського
- вулиця Січових Стрільців
- вулиця Олександра Кониського

## Будівлі
- № 50: Спеціалізована школа № 13